# Red velikosti (temperatura)
| Dekada temperature v kelvinih | Zgledi                                                                                               |
| ----------------------------- | --- |
| 1 pK                          | najnižja laboratorijsko dosežena temperatura                                                         |
| 1 nK                          | |
| 1 μK                          | |
| 1 mK                          | |
| 1 K                           | vrelišče helija                                                                                      |
| 10 K                          | srednja temperatura Urana, vrelišče kisika                                                           |
| 100 K                         | 273,15 K (0 °C) - tališče vode, približno 293 K - sobna temperatura, 373,15 K (100 °C) vrelišče vode |
| 1000 K                        | tališče železa, temperatura na površini Sonca                                                        |
| 10.000 K                      | |
| 100.000 K                     | |
| 106K                          | temperatura Sončeve sredice                                                                          |
| 109K                          | |
| 1012K                         | |
| 1015K                         | |
| 1018K                         | |
| 1021K                         | |
| 1024K                         | |
| 1027K                         | |
| 1030K                         | |